# جک اتکین
جک اتکین (انگلیسی: Jack Atkin؛ 1883 – 15 december ۱۹۶۱ (۷۷−۷۸ سال)) بازیکن فوتبال اهل بریتانیا بود.
از باشگاه‌هایی که در آن بازی کرده‌است می‌توان به باشگاه فوتبال دربی کانتی اشاره کرد.